# 圣塞巴斯弟盎小广场
42°25′55.40″N 12°19′11.06″E / 42.4320556°N 12.3197389°E
圣塞巴斯弟盎小广场（Campo San Sebastian）是意大利威尼斯的一个小广场（campo），位于多尔索杜罗区，圣安杰洛·拉法埃莱教堂（Chiesa dell'Angelo Raffaele）和朱代卡水道（Canale della Giudecca）的中间。
广场为不规则形状，得名于圣塞巴斯弟盎教堂，这座教堂占据了广场的最长边。
广场上除了教堂之外，还有两个重要的建筑： 
- 圣塞巴斯弟盎桥（Ponte San Sebastiano）
- 前圣塞巴斯弟盎修道院：十九世纪的建筑，现在威尼斯东方大学（Università "Ca' Foscari" di Venezia）入驻。

圣塞巴斯弟盎小广场的西北，与安杰洛·拉法埃莱小广场（Campo dell'Angelo Raffaele）相连。